# Ixora clarae
Ixora clarae är en måreväxtart som beskrevs av Arnaud Mouly och Pisivin. Ixora clarae ingår i släktet Ixora och familjen måreväxter. Inga underarter finns listade i Catalogue of Life.